# Port Williams
Port Williams (do 1856 Terrys Creek) – wieś (village) w kanadyjskiej prowincji Nowa Szkocja, w hrabstwie Kings, położona na północny zachód od Wolfville, miejscowość spisowa (designated place). Według spisu powszechnego z 2016 obszar miejscowości spisowej to: 2,96 km², a zamieszkiwało wówczas ten obszar 1186 osób (gęstość zaludnienia 400,6 os./km²), natomiast cały obszar miejski (population centre) zamieszkiwało 1120 osób.
Miejscowość, którą pierwotnie nazywano Terrys Creek (od nazwiska osiadłej tu, a przybyłej z Nowej Anglii rodziny), w 1856 przemianowano na jednym z zebrań mieszkańców w sierpniu 1856 na Port Williams ku czci nowoszkockiego krajana generała Williama Fenwicka Williamsa.